# Битва при Сан-Мильяне и Осме
В битве при Сан-Мильяне и Осме (18 июня 1813 года) две дивизии союзной армии Артура Уэлсли, маркиза Веллингтона, столкнулись с двумя дивизиями имперской французской армии короля Жозефа Бонапарта на северо-востоке Испании.
В Сан-Мильян-де-Сан-Садорниле Лёгкая дивизия Карла фон Альтена нанесла удар по французской дивизии Антуана Луи Попона. В Осме, расположенной на расстоянии в 7,4 км к северо-востоку, французское подразделение Жака Тома Саррю провело окончившуюся ничьей стычку с подразделением Кеннета Говарда, прежде чем уйти на юго-восток. Сан-Мильян-де-Сан-Садорниль находится в провинции Бургос, а Осма — в Алаве, Страна Басков. Эти сражения произошли во время Пиренейской войны, которая является частью наполеоновских войн.
Летом 1813 года Веллингтон вторгся в Испанию из Португалии с мощной армией, состоящей из британских, португальских и испанских солдат. Британский генерал перехитрил своих противников и вынудил французов покинуть Саламанку, Вальядолид, Мадрид и Бургос. Король Жозеф и маршал Жан-Батист Журдан полагали, что их положение за рекой Эбро было в безопасности, но Веллингтон направил свои войска в обход противника на север. Когда Саррю также двинулся на север, его войска натолкнулись на солдат Говарда. Подразделение Попона в Сан-Мильяне было внезапно атаковано с запада фон Альтеном. Полагая, что дивизия Попона больше не годится для боевых действий, Жозеф использовал её для сопровождения конвоя, и она пропустила решающее сражение при Витории три дня спустя.

## Предыстория
После кампании осенью 1812 года армия Артура Уэлсли, маркиза Веллингтона, была в плохом состоянии; в списке больных значилось 18 тыс. человек. С другой стороны, кампания привела к захвату городов Сьюдад-Родриго, Бадахос, Асторги и Севильи, а также провинций Андалусия, Астурия и Эстремадура. Кроме того, из Британии было направлено 5 тыс. человек на замену выбывшим из строя.
Зимой 1812 года мир стал свидетелем уничтожения армии императора Наполеона во время французского вторжения в Россию. Чтобы восстановить свою армию в Германии, Наполеон потребовал направить ему подкрепление в 15 тыс. человек из армии короля Жозефа Бонапарта и 5 тыс. человек из армии маршала Луи Габриэля Сюше в восточной Испании. К облегчению Жозефа, маршал Жан де Дьё Сульт был также отозван, чтобы присоединиться к Наполеону, и его заменил маршал Жан-Батист Журдан. В результате этих перестановок Жозеф стал во главе 95 тыс. военнослужащих в трёх армиях. Это были 42-тысячная Армия Португалии под командованием Оноре Шарля Рея, 36-тысячная Армия Юга во главе с Оноре Теодором Максимом Газаном и Армия Центра из 17 тыс. человек под руководством Жан-Батиста Друэ, графа д’Эрлона.
Тем временем силы Жозефа восстановили контроль над северной и центральной Испанией. Однако партизанская война на севере Испании вскоре вышла из-под контроля, и Наполеон приказал Бертрану Клозелю заменить Мари Франсуа Огюста де Каффарелли дю Фальга в качестве командующего Армией Севера. Разозлённый разрушением испанскими партизанам французских линий снабжения, император приказал предоставить шесть подразделений армии Португалии Клозелю для проведения антипартизанских операций.
Получив подкрепление от Армии Португалии, Клозель начал бороться с партизанами в Наварре. 30 марта 1813 года французский генерал потерпел поражение, когда вождь партизан Франсиско Эспос-и-Мина устроил засаду на французскую колонну. В то время, как два батальона активно грабили Лерин, Мина с 2100 партизанами (в том числе 200 лансьеров) застал их врасплох. Из 1500 французских солдат только несколько человек сумели сбежать, а 663 были взяты в плен. Мари-Этьен де Барбо, командир 2-й дивизии Португальской армии, находился поблизости с шестью батальонами, но не смог помочь своей попавшей в засаду колонне.
12 мая 1813 года Клозель обнаружил и уничтожил лагерь Мины в долине Ронкаль; партизаны потеряли 1000 человек. В тот же день Максимильен Себастьен Фуа отбил Кастро-Урдьялес на берегу Бискайского залива. Фуа командовал своей собственной 1-й дивизией и 4-й дивизией Жака Тома Саррю, обе из армии Португалии, и итальянской дивизией Джузеппе Федерико Паломбини из Армии Центра. Франко-итальянские силы потеряли 150 убитых и раненых из 10 тыс. человек и 18 осадных орудий. 1000 испанских солдат полковника Педро Альвареса потеряли 160 убитых и раненых. Прежде чем их эвакуировал Королевский военно-морской флот, люди Альвареса взорвали пороховые склады и сбросили свои пушки в залив. В то время, как Клозель и Фуа были заняты охотой на партизан, важнейшие события происходили в другом районе Испании.

## Наступление союзников

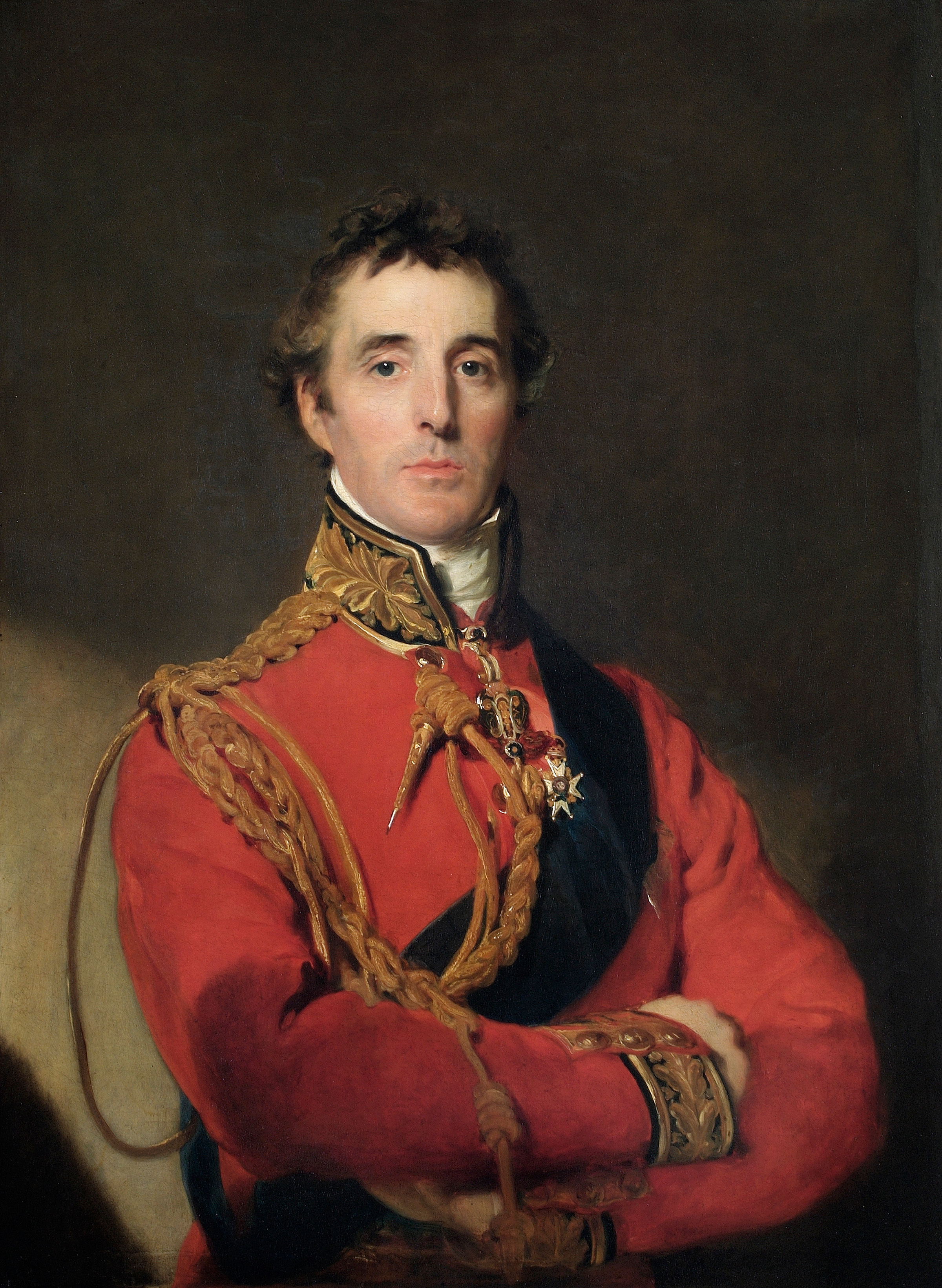
Лорд Веллингтон

После различных заимствований из его армии у Жозефа для противостояния Веллингтону оставалось только 33 тыс. пехотинцев, 9 тыс. кавалеристов и 100 орудий. Наполеон заверил своего брата Жозефа, что британский генерал слишком осторожен, чтобы воспользоваться ситуацией, и в любом случае он может развернуть только 30 тыс. британских и 20 тыс. португальских солдат. Фактически же, Веллингтон подходил с 52 тыс. британских, 28 тыс. португальских и 25 тыс. испанских солдат. Правому крылу из трёх дивизий под командованием Роланда Хилла было приказано наступать на северо-восток в Саламанку, а левое крыло из шести дивизий во главе с Томасом Грэхэмом переправилось на северный берег реки Дуэро в Португалии.
Жозеф и Журдан направили Армию Юга Газана и Армию Центра д’Эрлона прикрывать Вальядолид и Сеговию, а Рей с оставшимися 17 тыс. военнослужащими из Армии Португалии был отправлен на север, чтобы помочь разобраться с партизанами. В это время 20 тыс. солдат Клозеля находились рядом с Памплоной, далеко на востоке. Крыло Хилла захватило Саламанку 26 мая 1813 года, изгнав из города французские войска Эжен-Казимира Вийята и захватив в плен 200 французских солдат. Тем временем 31 мая солдаты Грэхэма форсировали сильно разлившуюся реку Эсла в Альмендре, потеряв несколько человек и большое количество снаряжения. 20 мая Огюстен Даррико, чья дивизия удерживала Самору, направил на запад кавалерийскую разведку, которая сообщила об отсутствии противника. Французские всадники разминулись с Грэхэмом, который вскоре пересёк Дуэро. Наконец получив данные, что 64 тыс. человек идут к Саморе с северо-запада, Даррико ринулся на восток, предоставив Грэхэму захватить город утром 2 июня.

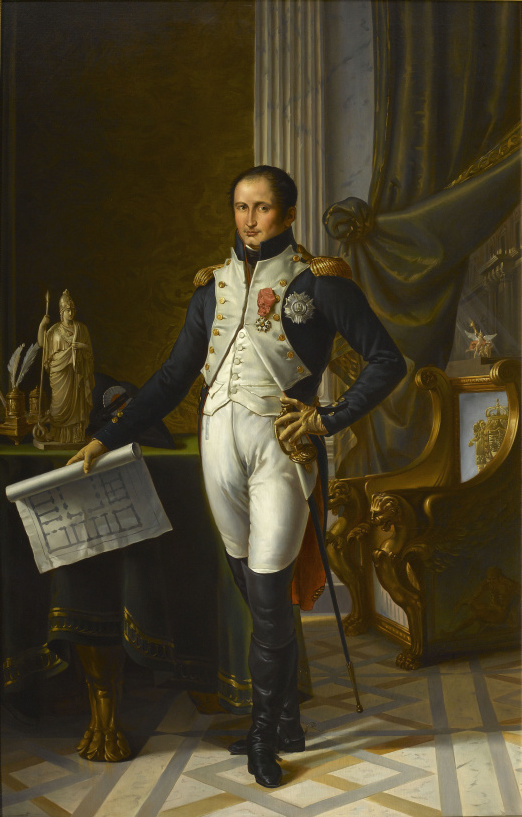
Жозеф Бонапарт

В тот же день кавалерийская бригада Колкухуна Гранта, состоящая из 10-го, 15-го и 18-го гусарских полков, разгромила французскую кавалерийскую армию в Моралес-де-Торо. Французские конные войска состояли из 16-го и 21-го драгунских полков под командованием Пьер-Бенуа Сульта, и их лошади были в очень плохом состоянии. 16-й полк был фактически уничтожен — два офицера и 308 солдат попали в плен, из них 100 было ранено. Британцы потеряли в столкновении только 16 человек убитыми и ранеными. 3 июня крыло Хилла присоединилось к Грэхэму на северном берегу Дуэро в Торо. В это время у Веллингтоне было собрано 90 тыс. солдат, в то время как у французов насчитывалось только 51 тыс. человек. Встревоженные такой разницей в силах, Жозеф и Журдан отправили Клозелю отчаянное сообщение с просьбой о помощи и удалились в сторону Бургоса.
Джозеф и Журдан ожидали, что Веллингтон пойдёт по большой дороге из Вальядолида в Бургос. Вместо этого британский генерал направил Хилла и правое крыло немного северней дороги. Грэхэм и левое крыло были ещё дальше на север. Слева от Грэхэма шёл испанский корпус во главе с Педро Августином Хироном в 12 тыс. человек. Французы отступили за реку Писуэрга, а затем в Бургос, но, к их недоумению, их преследовала лишь горстка испанской конницы. Великий фланговый поход Веллингтона продолжался, и 13 июня французы покинули Бургос, взорвав замок, который целью осады Бургоса предыдущей осенью. Британский командующий был готов переместить свою базу из Лиссабона в Сантандер в Бискайском заливе, о чём французы совершенно не подозревали.
Во время отступления французов подошёл Рей с тремя дивизиями Армии Португалии, добавив 15 тыс. человек в армию Жозефа. Ещё 25 тыс. солдат Клозеля были не заняты, но Жозеф понятия не имел, где они. Со своей стороны, Клозель не получал никаких сообщений от короля до 15 июня, когда он собрал четыре дивизии и решил присоединиться к основной армии. Жозеф сосредоточил свою армию за рекой Эбро, полагая, что армия Веллингтона не сможет обойти его позиции на севере. 15 июня крыло Хилла пересекло Эбро в Пуэнте-Аренас, а крыло Грэхэма — в Сан-Мартин-де-Лайнс. С 13-го до кавалерийского столкновения 17 июня французы не имели никакого контакта со своим противником.

## Осма

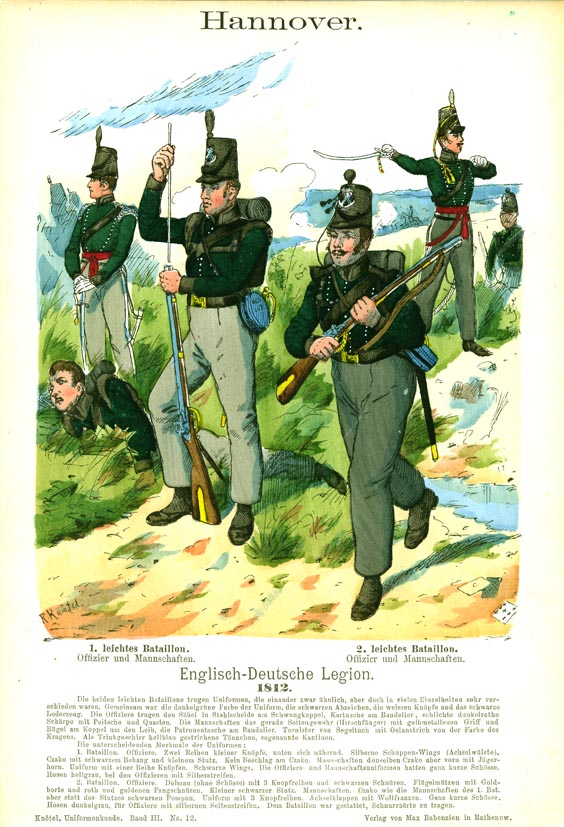
Офицеры и солдаты 1-го и 2-го лёгких батальонов Королевского Германского легиона. Иллюстрация Рихарда Кнётеля.

Жозеф узнал, что колонна Хирона угрожает Бильбао, поэтому 18 июня он приказал Рею двигаться на север с тремя дивизиями. Вскоре Рей столкнулся с крылом Грэхэма. У Грэхэма была 1-я дивизия, 5-я дивизия, лёгкая драгунская бригада Джорджа Ансона и независимая португальская бригада Томаса Брэдфорда. 18-го числа 4-я дивизия Саррю из Армии Португалии наткнулась на 1-ю дивизию Кеннета Ховарда в Осме. Отряд Саррю имел по два батальона из 2-го лёгкого, 4-го лёгкого и 36-го линейного пехотных полков, всего около 3800 человек. Французы столкнулись с 1-м и 2-м лёгкими батальонами Королевского германского легиона (КГЛ) Колина Халкетта, всего около 1200 солдат. В столкновении французы потеряли 120 убитых и раненых, в то время как подразделения КГЛ потеряли от 50 до 60 человек. Рей отступил на юг, чтобы присоединиться к армии Жозефа в Миранда-де-Эбро.
Дивизия Саррю была организована в две бригады под командованием Жозефа Франсуа Фрирьона и Жан-Батиста Пьера Менна плюс артиллерийская батарея. Она имела в общей сложности 146 офицеров и 4656 рядовых. Бригада Фрирьона состояла из 2-го лёгкого и 36-й линейного полков, в то время как бригада Менна имела в своём составе 4-й лёгкий и 65-й линейный полки. Дивизия Говарда состояла из 1-й бригады в 1728 человек под командованием Эдварда Стопфорда и 2-й бригады в 3126 человек под командованием Халкетта. Стопфорд командовал одной ротой 5-го батальона 60-го пехотного полка, 1-го батальона 2-го пехотного гвардейского полка и 1-го батальона 3-го пехотного гвардейского полка. В состав бригады Халкетта, полностью состоящей из сил КГЛ, входили батальоны 1-го лёгкого, 2-го лёгкого, 1-го линейного, 2-го линейного и 5-го линейного полков.

## Сан-Мильян

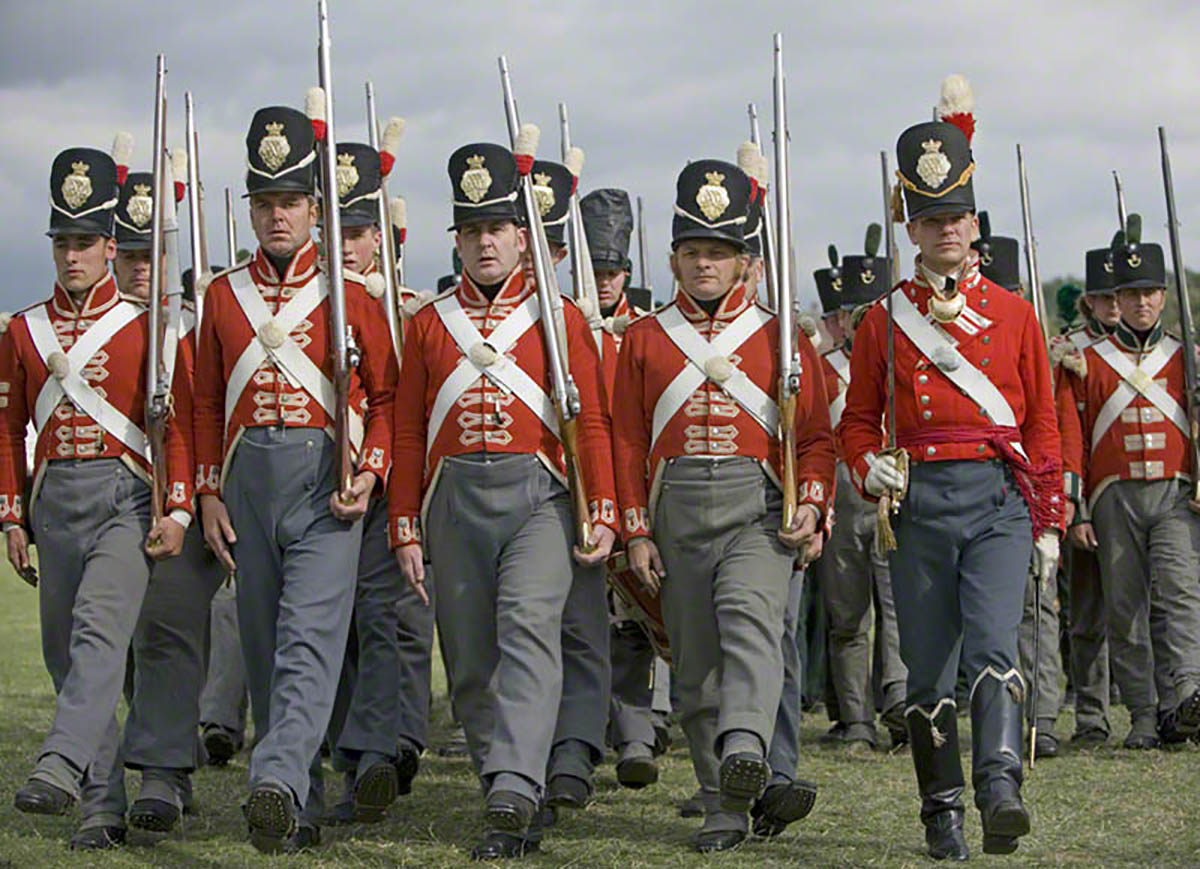
Реконструкторы, одетые как британские солдаты

18 июня 1813 года в 5-й дивизии Армии Португалии Антуана Луи Попона насчитывалось 4800 человек. Дивизия включала по два батальона из 15-го, 66-го, 82-го и 86-го пехотных полков. В тот день одна из бригад была остановлена в деревне Сан-Мильян-де-Сан-Садорниль. Авангардная бригада Лёгкой дивизии под командованием Джона Ормсби Вандельера атаковала с запада. Когда люди Вандельера вытеснили французов из деревни и на восток вдоль дороги, из скалистого ущелья на юго-западе появилась вторая бригада Попона. Она находилась в тылу бригады Вандельера справа, но прежде чем французы смогли воспользоваться ситуацией, на поле боя прибыла бригада Джеймса Кемпта. Кемпт немедленно атаковал, и, чтобы избежать захвата с фланга и тыла, вторая бригада Попона ушла с дороги и начала отступать через склоны холмов. Заметив, что происходит за его спиной, Вандельер отвёл из строя 1-й батальон 52-го пехотного полка и направил его против французской второй бригады. Вторая бригада Попона не выдержала, и её солдаты бросились бежать.
Лёгкая дивизия, которой командовал Карл фон Альтен, состояла из 1-й бригады Кемпта и 2-й бригады Вандельера. 1-я бригада, численностью 2597 человек, состояла из 1-го батальона 43-го пехотного полка, восьми рот 1-го батальона 95-го стрелкового полка, пяти рот 3-го батальона 95-го стрелкового полка и 3-го португальского батальона касадоров. 2-я бригада в 2887 человек состояла из 1-го батальона 52-го пехотного полка, шести рот 2-го батальона 95-го стрелкового полка, 17-го португальского пехотного полка и 1-го португальского батальона касадоров. Лёгкая дивизия насчитывала 5448 офицеров и солдат, из которых 1945 были португальцами.
Попон потерял около 400 человек. Из них около 300 были захвачены вместе с обозом дивизии. Британские потери составили около 100 убитых и раненых. Когда французские солдаты сбежали, многие бросили свои ранцы. Французская дивизия была реорганизована в Миранда-де-Эбро. Жозеф был зол на Попона за то, что тот позволил разгромить свою дивизию. Король решил, что дивизия больше не годится для боевых действий, и поручил ей охранять конвой, направляющийся во Францию. Конвой отправился из Витории в 2 часа ночи 21 июня. Жозефу пришлось сильно пожалеть об её отсутствии в битве при Витории, произошедшей позже в тот же день.